# Dufourea lusitanica
Dufourea lusitanica är en biart som beskrevs av Ebmer 1999. Dufourea lusitanica ingår i släktet solbin, och familjen vägbin. Inga underarter finns listade i Catalogue of Life.